# Соната
 Тази статия е за музикалната форма.  За романа на Рамон дел Валие-Инклан вижте Сонати (роман).  
Соната (от испански: sonar или от италиански: suonare – свиря) е музикална форма или произведение.

## История на сонатата
Терминът е въведен през 16 век от испанските композитори, които наричат така своите произведения. В този доста широк смисъл „сонатата“ бързо се разпространява в западноевропейската музика. Тези най-ранни сонати по правило са били полифонични, написани за повече от един музикален инструмент – дуо-сонати, трио-сонати и т.н. По-късно полифонията бива изместена от хомофонията, при която водеща роля има един от гласовете (или музикален инструмент – цигулка, флейта, лютня, по това време клавирните инструменти имат по-скоро поддържаща роля) с ярко изразена мелодия. През 17 и 18 век сонати пишат Доменико Скарлати, Джузепе Тартини, Антонио Вивалди, Георг Хендел, Йохан Себастиан Бах. Последните двама въвеждат стил, сравнително близък до съвременното разбиране за клавирна соната. При все това сонатите от тази епоха се отличават от утвърденото по-късно като музикална форма и са по-близки до инструменталната сюита, отколкото до сонатата в собствен смисъл.
В края на 18 век в творчеството на композитори като Муцио Клементи, Йозеф Хайдн, Волфганг Амадеус Моцарт и малко по-късно Лудвиг ван Бетховен, сонатата вече придобива очертанията, които са характерни и днес. Тогава се оформя и основата на сонатната форма. Сонатата се развива в творчеството на композиторите-романтици – Франц Шуберт, Роберт Шуман, Фредерик Шопен, Франц Лист, Цезар Франк, Йоханес Брамс и др. В по-ново време сонати пишат Сергей Рахманинов, Александър Скрябин, Сергей Прокофиев, Франсис Пуленк и др.

## Сонатата като музикален жанр
Това е един от основните жанрове на камерната инструментална музика. В съвременното разбиране, наследено от времето на виенския класицизъм, сонатата е или чисто клавирна солова творба, или произведение за клавир и друг инструмент. В количествено отношение най-многобройни са чисто клавирните сонати.

### Композитори и произведения
- Доменико Скарлати – известни са над 500 негови едночастни клавирни произведения, наричани сонати. Известна част от тях са публикувани от Скарлати под името Essercizi per il gravicembalo (Упражнения за клавесин). Останалата част от сонатите са открити от ръкописите на Скарлати[1].

- Йозеф Хайдн – написал е 35 сонати.
- Волфганг Амадеус Моцарт – десетки сонати за пиано, орган и цигулка. Части от сонатите на Моцарт днес са популярни като самостоятелни произведения – например известният „Турски марш“.
- Лудвиг ван Бетховен – 32 клавирни сонати, сред които най-известни са № 8 („Патетична“), № 14 (наречена по-късно „Лунна соната“), № 17, № 23 (Apassionata – „Безстрастна“). Връх в сонатното творчество на Бетховен са последните три сонати, твърде непознати на масовата публика. Бетховен има още 10 сонати за пиано и цигулка, сред които най-известна е „Кройцеровата соната“, 5 сонати за пиано и виолончело, соната за пиано и контрабас.
- Композиторите романтици пишат множество произведения, близки до сонатата, но твърде малко от тях носят това наименование. За отбелязване са творбите на Роберт Шуман, Франц Лист, Фредерик Шопен. В по-късно време тази тенденция се запазва.

### Значение на сонатата като произведение
В сонатите, особено в по-късно време, композиторите влагат музикални идеи и теми, съпоставими по своята мащабност с тези от големите симфонични и ораториални произведения. Тези теми обаче предполагат по-камерно звучене и нюансираност. Сонатата и сродните и произведения предполагат не само високо технически изпълнителско майсторство, но и дарба и умение за интерпретация и импровизация.

## Сонатата като музикална форма
Сонатната форма е най-развитата нециклична форма в инструменталната музика. Типична е за първите части на сонатно-симфоничните цикли, откъдето често възприема наименованието „сонатно allegro“. Зараждането и развитието на сонатната форма са свързани с утвърждаването на принципите на ладово-функционалното мислене като водещ фактор на формообразуване. Постепенното историческо развитие на сонатната форма довежда в последната трета на XVIII век до окончателната кристализация на строгите ѝ композиционни норми-творчеството на Хайдн, Моцарт и Бетховен.
Класическата сонатна форма (с.ф. на виенските класици) има три ясно разграничени раздела:
- експозиция,
- разработка,
- реприза; към последната се добавя и кода.

### Експозиция
Експозицията се състои от четири, обединени по двойки подраздела. Това са главната и свързващата теми, второстепенната и заключителната.
Главната тема е изложение на първата тема в главната тоналност, създаващо начален импулс, в значителна степен определящо характера и направлението на по-нататъшното развитие.
Свързваща тема е преходен раздел, модулиращ в доминантова, паралелна или друга, заменяща ги тоналност. Свързващата тема осъществява постепенна интонационна подготовка на втората тема. Доколкото второстепенната тема съчетава функциите на развитие и изложение на новата тема, тя по правило е по-малко устойчива в композиционно и образно отношение. Тъй като и по-близо до края, в нейното развитие се извършва прелом, образен напредък, често свързан с пробив в интонациите на главната или свързващата теми. Второстепенната тема може да включва не само една, а две или повече теми.
Обръщането към новата тоналност и новата тематична сфера създава известно неравновесие и тук се проявява основната функция на заключителната тема: а именно – да приведе развитието към относително равновесие, да го задържи или временно да го спре. Заключителната тема може да съдържа изложение на нова тема, но може и да се основава на общи завършващи каденцови обръщения. Тя е в тоналността на второстепенната тема, като по този начин я укрепва.
Образното съотношение на основните елементи на експозицията може да бъде различно, но най-убедителни художествени резултати дава подчертаването на контраста помежду им под различна форма. Най-разпространеното съотношение е активната действеност на главната тема и лиричната съсредоточеност на второстепенната. Експозицията в класическата сонатна форма първоначално, без изключения, се повтаря дословно със знак за повторение. Едва Бетховен (още в „Апасионата“), се отказва (повечето случаи) от повторение на експозицията, заради непрекъснатостта на развитието и драматургичното напрежение на формата като цяло.

### Разработка
В разработката се осъществява активно развитие на тематичния материал, изложен в експозицията. Тя може да включва и нова тема, която се нарича епизод. В някои случаи той е достатъчно развит и може да замени разработката. В такъв случай формата се нарича сонатна форма с епизод.
Голяма роля в разработката играе тоналното развитие, насочено встрани от главната тоналност. Размаха на развитието на разработката и нейната продължителност могат да бъдат различни. Ако при Хайдн и Моцарт разработката не надвишава по продължителност експозицията, то Бетховен създава разработка, доста превишаваща експозицията по отношение и на драматургичното напрежение, водещо до мощна централна кулминация.
Сонатната разработка се състои от три неравни по продължителност раздела – кратко встъпително построение, основен раздел и предикт, готвещ възвръщането на главната тоналност в репризата. Един от основните прийоми на предикта е пресъздаването на настроение на напрегнато очакване, с помощта на хармонични средства.

### Реприза
Репризата е третият крупен раздел на сонатната форма – привежда тоналните различия в експозицията към единство.
Тези раздели – експозиция, разработка и реприза, образуват триделна композиция от типа А1 В А2.

#### Кода
Към тези три описани раздела може да се включи и кода. Често се среща и встъпление. Неговите размери биват различни – от широко разгърнати построения до кратки реплики, приковаващи вниманието. Кодата продължава процеса на задържане в заключителната тема на репризата. Започвайки от Бетховен, тя често става много развита, състояща се от разработъчен раздел и собствена кода. В отделни случаи (пак „Апасионата“, I част) кодата е толкова величествена, че сонатната форма става вече не триделна, а четириделна.

### Варианти
Особена роля има непълната сонатна форма, състояща се от два раздела – експозиция и реприза. Такъв род соната без разработка, в бързо темпо, се използва в оперните увертюри, но основното ѝ поле на приложение е бавната, обикновено втора, част на сонатния цикъл, без да се изключва обаче възможността втората част да бъде написана в пълна сонатна форма, т.е. с разработка.
Другият срещан вариант сонатна форма е и тази с огледална реприза (в която двата основни раздела на експозицията следват в обратен ред-първо второстепенната, а после главната тема – Моцарт, Соната за пиано D Dur, KV 311 I част).
Като понятие сонатната форма е по-широко от понятието соната. Може да се каже, че сонатата като музикално произведение е по-скоро камерна инструментална творба, която се придържа към сонатната форма. Самата форма има значително по-широко приложение – първите части на класическите симфонии са изградени именно на основата на тази форма. В камерната музика към нея се придържат квартетите, квинтетите и др.